# Anna Laura Braghetti
Anna Laura Braghetti, född 3 augusti 1953 i Rom, är en italiensk före detta terrorist och reguljär medlem av Röda brigaderna, känd framför allt som ägare av den lägenhet i Rom där förre premiärministern Aldo Moro hölls fången våren 1978 de sista 55 dagarna av sitt liv. Braghetti har i sin självbiografiska bok Il prigioniero (”Fången”) gett en detaljerad bild av hur vardagen tedde sig för väktarna och fången i ’’folkets fängelse’’ och hur det kunde komma sig att en så kallad snäll familjeflicka blev en framstående medlem av Röda brigaderna, sedermera dömd till livstids fängelse för delaktighet i flera mord.

## Biografi

### Uppväxt och vägen till Röda brigaderna
När Anna Laura Braghetti var fem år blev hennes mor påkörd av en bil på väg till sitt arbete och dog omedelbart.  Hon växte därefter upp tillsammans med sin bror Sandro hos fadern som aldrig gifte om sig. Braghetti engagerade sig redan som tonåring politiskt på vänsterkanten och var från 1972 med om att organisera demonstrationer och andra politiska aktioner vid den tekniska skola för flickor där hon studerade, Istituto tecnico femminile som låg på Via Panisperna. Hon blev efter att ha avbrutit studierna 1974 aktiv i den utomparlamentariska vänsterorganisationen Lotta Continua och var en kortare period även medlem i Italiens kommunistiska parti (PCI). Hon var heltidsanställd på ett affärsföretag som kontorsassistent när hon 1977 genom sin dåvarande pojkvän Bruno Seghetti blev värvad av Röda brigaderna som förberedde kidnappningen av en ledande kristdemokrat och behövde en för polisen tidigare okänd bulvan. Braghetti fick 50 miljoner lire av Mario Moretti och köpte för Röda brigadernas räkning i sitt eget namn i juli 1977 en lägenhet för 45 miljoner på adressen Via Camillo Montalcini 8 i stadsdelen Magliana.

### Aldo Moros fångvakt
Braghetti flyttade in i lägenheten där hon sammanlevde i ett låtsaspartnerskap med ”ingenjör Luigi Altobelli” som i själva verket var en annan irreguljär brigadist, Germano Maccari. Under hösten flyttade även en reguljär brigadist in i lägenheten, nämligen Prospero Gallinari som hade flytt från fängelset i Treviso och var efterlyst. Inom kort inledde Braghetti och Gallinari ett förhållande. Braghetti och Maccari lämnade lägenheten varje vardagsmorgon och återkom sent på eftermiddagarna för att ge omgivningen intrycket att de var ett normalt förvärvsarbetande sambopar. Braghettis arbetskamrater och släktingar levde under tiden i tron att hon bodde kvar i sin tidigare lägenhet på Via Laurentina. Gallinari stannade kvar i lägenheten på Via Montalcini dygnet runt fram till sommaren 1978 och byggde på senhösten 1977 om den så att ett litet hemligt rum, ”folkets fängelse”, skapades bakom en falsk yttervägg.
Under de nästan två månader som Aldo Moro satt fängslad i Braghettis lägenhet lyckades hon utåt upprätthålla bilden av fullständig normalitet medan Moretti nästan dagligen höll förhör med Moro i det hemliga fängelset. Hon åkte till kontoret varje morgon som vanligt och använde någon timme efter arbetstid till att åka runt till affärer där hon inte var känd för att köpa allt som de tre extra personerna i hushållet behövde. När Moro mördades i hennes garage 9 maj 1978 höll hon vakt utanför med uppgift att avleda uppmärksamheten om någon skulle dyka upp.  Redan på eftermiddagen samma dag började Gallinari och Maccari skruva loss gipsskivorna som utgjorde en vägg i det hemliga fängelset. Efter några dagar var det enda återstående spåret av ”folkets fängelse” en knappt synlig färgskiftning i golvet där väggen hade stått. Ett halvår senare sålde Braghetti lägenheten och gick under jorden, nu som reguljär medlem av Röda brigaderna. Redan den 19 september lämnade hon sin arbetsplats för att aldrig återkomma, inte ens för att ta ut det avgångsvederlag om 1,6 miljoner lire, motsvarande drygt fyra månadslöner, som hon var berättigad till efter mer än tre års anställning. Att Moros fängelse varit inbyggt i hennes lägenhet blev känt först 1982 då lägenheten renoverats av de nya ägarna och en kriminalteknisk undersökning gav inget.

### Aktioner som reguljär brigadist
Som reguljär brigadist kom Braghetti att delta i ett par av Röda brigadernas mer uppmärksammade aktioner. Hon deltog 3 maj 1979 under pågående valrörelse i aktionen mot Democrazia Cristiana på Piazza Nicosia, där omkring 12-15 brigadister stormade in i partiets regionala högkvarter för Lazio i en beväpnad demonstration av sin militära kapacitet. På vägen ut mötte brigadisterna en polispatrull som larmats till platsen varvid en eldstrid utbröt och två av poliserna dödades medan en tredje sårades. Braghetti som var beväpnad med en k-pist av modellen Beretta M12 uppger att hon tömde ett helt magasin med 40 skott under aktionen men eftersom många sköt samtidigt vet hon inte om hon träffade någon.  Tillsammans med Seghetti mördade Braghetti 12 februari 1980 den kristdemokratiska politikern och docenten i rättsvetenskap Vittorio Bachelet som inne på La Sapienza träffades av flera skott mitt i ett samtal med sin universitetsassistent Rosy Bindi.  Braghetti erkände i sin självbiografi att det var hon som sköt och att hon avlossade sammanlagt 11 skott mot Bachelet.

### Gripandet
När Braghetti greps av polisen 27 maj 1980 på Piazza Sforza Cesarini tillsammans med Salvatore Ricciardi och Antonio Zanetti hade hon på sig två pistoler, en Walther P38, kaliber 9 mm och en Heckler & Koch P9S, kaliber 7,65 mm, och ammunition till båda. Hon följde Röda brigadernas praxis genom att vid första förhöret deklarera att hon var en politisk fånge och medlem av Röda brigaderna och svarade därefter inte på ytterligare frågor. Hon häktades omgående av undersökningsdomaren och transporterades därefter till fängelset i Civitavecchia i väntan på rättegång.

### De rättsliga konsekvenserna och livet efteråt
Braghetti dömdes 28 januari 1983 till livstids fängelse och placerades inledningsvis i det nybyggda (1982) kvinnofängelset i Voghera som myndigheterna dock tvingades stänga redan vid utgången av 1987 efter påtryckningar från bland andra Amnesty International, då missförhållanden som stred mot såväl internationella konventioner som italiensk lag hade uppdagats. Braghetti förflyttades då till fängelset i Rebibbia där hon blev cellkamrat och vän med en av sina politiska huvudmotståndare, fascisten Francesca Mambro som avtjänade livstidsstraff för bland annat bombdådet i Bologna. Braghetti besöktes i Rebibbia av Vittorio Bachelets bror, jesuitprästen Adolfo Bachelet och utvecklade med denna ”stora själ” en livslång vänskap (han avled 1996). Braghetti anser att denna relation mer än något annat bidragit till hennes rehabilitering i samhället men hon ville inte närvara på hans begravning eftersom hon trodde att vissa andra skulle uppfatta hennes närvaro som stötande.  I sin självbiografi uttrycker hon stark ånger över mordet på Vittorio Bachelet, att av ideologiska skäl ha följt order och dödat en människa som hon varken kände eller hatade. Efter att 1995 ha beviljats frigång dagtid för att arbeta utanför fängelset försattes Braghetti i villkorlig frihet 2002 och har sedan dess inte dömts för något brott.
Anna Laura Braghetti och Prospero Gallinari vigdes 21 augusti 1981 i Palmi, i fängelset där Gallinari avtjänade sitt livstidsstraff. Paret träffades en enda gång efter vigseln, i samband med den andra rättegången av fem gällande mordet på Moro 1985 och kom aldrig att sammanleva i frihet efter frigivningen. Braghetti upplevde 1985 att Gallinari som året innan drabbats av den första i den serie hjärtinfarkter som till sist ändade hans liv var en totalt förändrad människa och deras förhållande avslutades i praktiken med detta möte